# Ministerio de Salud (Chile)
El Ministerio de Salud de Chile (más conocido por su acrónimo, MINSAL) es el ministerio de Estado de ese país cuyo objetivo es coordinar, mantener y organizar la atención de la salud de la población chilena. Actualmente está encabezado por la médico cirujana  Ximena Aguilera Sanhueza, desde el 6 de septiembre de 2022, actuando bajo el gobierno de Gabriel Boric. Posee dos subsecretarías, la de Salud Pública, dirigida por Andrea Albagli Iruretagoyena; y la de Redes Asistenciales, dirigida por Bernardo Martorell Guerra.
Fue creado durante el segundo gobierno del presidente Carlos Ibáñez del Campo, en virtud del decreto con fuerza de ley (DFL) n.º 25 del 29 de octubre de 1959, con la responsabilidad de realizar actividades de programación, control y coordinación en materia de salubridad pública. Sin embargo, desde mucho tiempo atrás una serie de instituciones tuvieron entre sus tareas el velar por la salud de los chilenos.

## Historia

### Antecedentes
Los orígenes de organismos sanitarios gubernamentales en Chile, se remontan en 1552 cuando por orden del rey Carlos V de España se fundó el Hospital San Juan de Dios, primer establecimiento de salud del país. Durante la época colonial existía alta prevalencia de enfermedades infecto-contagiosas, entre ellas viruela, tifus exantemático, sarampión, afecciones entéricas, tuberculosis, enfermedades venéreas y en algunas zonas del país; peste bubónica, malaria y fiebre amarilla. El nivel socioeconómico, las condiciones ambientales, la ruralidad y la falta de acceso a los escasos establecimientos asistenciales condicionaban la situación descrita.
Los primeros intentos de estructurar los sistemas de salud en el país datan de la época de las guerras de Independencia. Producto de las primeras escaramuzas y atendiendo al principio hipocrático, en 1808 se fundó la Junta de Vicuñas con galenos provenientes de la Universidad de San Marcos y de la Universidad de San Felipe. La batalla de Lircay marcó el inicio de los enfrentamientos civiles entre patriotas y realistas que no abandonaron esta tierra luego de la emancipación. En 1832 se organizó nuevamente el sistema en una Junta Directiva de Hospitales.
La  Constitución Política de la República de Chile de 1833 en su inciso 4° artículo 128 estableció la primera norma de carácter Constitucional. Mediante esta nueva organización civil, pelucones y pipiolos comenzaron a desarrollar dentro de un marco legal una serie de consensos para enfrentar los problemas de salubridad que se sucedían desde la revolución industrial.[cita requerida] Hacia 1850 existía en Chile un movimiento ya organizado, formado por las Sociedades de Socorros Mutuos (SSM), entidades que conformaban sistemas solidarios de ahorro privado destinados a otorgar principalmente prestaciones de salud y previsión a sus afiliados.
Por su parte, el Estado comenzó a incorporar el cumplimiento de tareas de higiene pública, dentro de las funciones encomendadas a diversos ministerios. Fue así como una misión chilena aportó un brote de cólera acontecido en 1887. Hubo consenso entre el Partido Liberal y el Partido Conservador en que el Ministerio del Interior se encargara de lo relacionado con la beneficencia pública y a los cementerios, hecho oficializado en el decreto ley n.º 44. Esta cartera creó en 1907 una sección de administración sanitaria que tendría a su cargo todo lo vinculado a la higiene y beneficencia pública.
En esa misma línea, en 1925 se dictaminó un código sanitario que materializaba la figura de un «Director General de Sanidad», que tuvo a su cargo la administración de la salud pública y la gestión de los recursos a la realidad local de un territorio particular por el tiempo que se los requiera.

### Creación
El período de transición entre el parlamentarismo y el presidencialismo no estuvo exento a cambios en esta dependencia. El gobierno presidido por el general Carlos Ibáñez del Campo, ratificó el 17 de noviembre de 1927 el decreto con fuerza de ley n.º 2.024, modificando el nombre del organismo como «Ministerio de Bienestar Social», el cual se encargaría de fiscalizar entre otras misiones pactadas con anterioridad, a las cajas de previsión. Luego este se haría cargo de la construcción de hospitales mediante la ley n.º 7.874.
Por medio del decreto de ley n.º 2 del 5 de junio de 1932, emitido por la Junta de Gobierno presidida por el general Arturo Puga Osorio, pasó a llamarse «Ministerio de Salubridad Pública». Asimismo, con ocasión de la segunda administración del presidente Arturo Alessandri, un decreto del 20 de febrero de 1936, lo renombró como «Ministerio de Salubridad, Previsión y Asistencia Social». El 5 de junio de 1953, las labores de salubridad y seguridad social se fusionaron, cambiando nuevamente de nombre, procediendo a llamarse «Ministerio de Salud Pública y Previsión Social».
Sin embargo, seis años más tarde, 14 de octubre de 1959, mediante el decreto con fuerza de ley n.º 25, publicado en el Diario Oficial el día 29 del mismo mes, se dividió creándose el Ministerio del Trabajo y Previsión Social, y separadamente, el de Salud Pública.

### Desarrollo
La evolución de la medicina y los nuevos escenarios patológicos, hacían necesaria la modernización a todos los niveles. En 1968 se producía el primer trasplante de corazón efectuado en el Hospital Naval lo cual lo transformaba en un referente regional para cirugías de alta complejidad. En 1984 el Hospital Clínico de la Pontificia Universidad Católica de Chile notifica el primer caso de VIH/SIDA aparecido en la República de Chile.
A fines de 1973 la dictadura militar del general Augusto Pinochet, consideró que el Ministerio de Salud estaba dotado de escaso poder de decisión, de una estructura inadecuada y que no contaba con los recursos humanos capacitados, situaciones que le impedían cumplir con el rol que le asignaban las políticas de salud. Ante este escenario, se inició la reorganización del Ministerio, adecuando su funcionamiento a los objetivos fijados por el régimen, lo que se concreta con la publicación del decreto ley n.º 913 del 28 de febrero de 1975 y al que se sumaron una serie de reglamentos internos.
Esta norma legal permitió iniciar una etapa de transición, durante la cual se profundiza el estudio de las bases orgánicas para constituir el Sistema Nacional de Servicios de Salud, lo que condujo a la revisión y modificación de las disposiciones legales que regían el funcionamiento del ministerio y de las instituciones de salud que se relacionaban con el poder ejecutivo por su intermedio. Esto llevó a que se dictara el decreto ley n.º 2.763 del 3 de agosto de 1979, que reestructuró al Ministerio de Salud, creó el Sistema Nacional de Salud y estableció los organismos dependientes –ISP, Fonasa y Cenabast—, a lo que posteriormente se agregaron nuevos reglamentos.
Tras el retorno a la democracia en 1990, se realizó un intenso programa de reconstrucción de la infraestructura del sistema público de salud, ya que desde 1973 no se construyeron hospitales en el país. Por ello, el esfuerzo se centró en cerrar las brechas en recursos físicos y humanos que existían. Paralelamente a inicios de este periodo, la cirugía de separación de siameses de 1993 realizada en el Hospital Dr. Luis Calvo Mackenna marcó un hito de la factibilidad público privada realizada con fines nobles.
Si bien en la época de la creación del Servicio Nacional de Salud las principales situaciones responsables del estado de salud de la población fueron la mortalidad infantil, la muerte de la madre al momento del parto y las enfermedades infecciosas; Chile ha controlado en forma satisfactoria la mortalidad materno-infantil, aunque persisten disparidades evitables.

### SigloXXI
A principios del siglo XXI las situaciones de mayor peso como causa de muerte y pérdida de calidad de vida son las enfermedades crónicas, degenerativas y de salud mental, existiendo un remanente de enfermedades infecciosas. Lo anterior, junto al cambio en las expectativas de vida de la población y al desarrollo propio de un país, impulsaron al Estado a realizar una profunda reforma del sector de salud.
Este cambio reformuló los conceptos de autoridad sanitaria, de sistemas de fiscalizaciones, de los sistemas de interrelación entre las redes hospitalarias públicas y privadas, las combinaciones entre los distintos niveles de complejidad de atención, entre otros. La reforma se enmarcó en el esfuerzo de alcanzar los objetivos para la década 2000-2010, cuya orientación fue mejorar los logros sanitarios alcanzados, enfrentar los desafíos derivados del envejecimiento de la población y de los cambios de la sociedad, corregir las inequidades y proveer servicios acordes con las expectativas de la población.

## Misión
Según su sitio web, la misión de este ministerio es:

Construir un modelo de salud sobre la base de una atención primaria fortalecida e integrada, que pone al paciente en el centro, con énfasis en el cuidado de poblaciones durante todo el ciclo de vida, y que además estimule la promoción y prevención en salud, así como el seguimiento, trazabilidad y cobertura financiera.

## Funciones y objetivos
Al Ministerio de Salud le corresponde formular y fijar las políticas de salud que se desarrollan dentro del territorio nacional. En consecuencia tendrá, entre otras, las siguientes funciones y objetivos:
- Ejercer la rectoría del sector salud, la cual comprende, entre otras materias:

1. La formulación, control y evaluación de planes y programas generales en materia de salud.
2. La definición de objetivos sanitarios nacionales.
3. La coordinación sectorial e intersectorial para el logro de los objetivos sanitarios.
4. La coordinación y cooperación internacional en salud.
5. La dirección y orientación de todas las actividades del Estado relacionadas con la provisión de acciones de salud, de acuerdo con las políticas fijadas.

- Dictar normas generales sobre materias técnicas, administrativas y financieras a las que deberán ceñirse los organismos y entidades del Sistema, para ejecutar actividades de prevención, promoción, fomento, protección y recuperación de la salud y de rehabilitación de las personas enfermas.
- Velar por el debido cumplimiento de las normas en materia de salud, a través de las Secretarías Regionales Ministeriales de Salud, sin perjuicio de la competencia que la ley asigne a otros organismos.
- Efectuar la vigilancia en salud pública y evaluar la situación de salud de la población.
- Tratar datos con fines estadísticos y mantener registros o bancos de datos respecto de las materias de su competencia.
- Formular el presupuesto sectorial.
- Formular, evaluar y actualizar el «Sistema de Acceso Universal con Garantías Explícitas».
- Formular, evaluar y actualizar los lineamientos estratégicos del sector salud o «Plan Nacional de Salud», conformado por los objetivos sanitarios, prioridades nacionales y necesidades de las personas.
- Fijar las políticas y normas de inversión en infraestructura y equipamiento de los establecimientos públicos que integran las redes asistenciales.
- Velar por la efectiva coordinación de las redes asistenciales, en todos sus niveles.
- Establecer los estándares mínimos que deberán cumplir los prestadores institucionales de salud, tales como hospitales, clínicas, consultorios y centros médicos, con el objetivo de garantizar que las prestaciones alcancen la calidad requerida para la seguridad de los usuarios.
- Establecer un sistema de acreditación para los prestadores institucionales autorizados para funciona.
- Establecer un sistema de certificación de especialidades y subespecialidades de los prestadores individuales de salud legalmente habilitados para ejercer sus respectivas profesiones, esto es, de las personas naturales que otorgan prestaciones de salud.
- Establecer, mediante resolución, protocolos de atención en salud. Para estos efectos, se entiende por protocolos de atención en salud las instrucciones sobre manejo operativo de problemas de salud determinados. Estos serán de carácter referencial y sólo serán obligatorios, para el sector público y privado, en caso de que exista una causa sanitaria que lo amerite, lo que deberá constar en una resolución del Ministerio de Salud.
- Implementar, conforme a la ley, sistemas alternativos de solución de controversias sobre responsabilidad civil de prestadores individuales e institucionales, públicos o privados, originada en el otorgamiento de acciones de salud, sin perjuicio de las acciones jurisdiccionales correspondientes.
- Formular políticas que permitan incorporar un enfoque de salud intercultural en los programas de salud.

## Organización
El Ministerio se organiza jerárquicamente, siendo el ministro de Salud nombrado directamente por el presidente de la República, mismo que posee la facultad para removerlo del cargo. Tiene dos subsecretarías, la Subsecretaría de Redes Asistenciales y Subsecretaría de Salud Pública. La administración territorial divide las tareas de los Servicios de Salud (SNSS) en Secretaría Regional Ministerial de Salud (SEREMI's). Por otra parte, la oficina personal del ministerio está compuesta por las siguientes divisiones:
- División Jurídica: esta división es, por su natural apego a la ley y por ser la unidad encargada de su aplicación en el Ministerio de Salud, quien colecciona, sistematiza y mantiene actualizados los diferentes cuerpos legales y reglamentarios que estructuran, definen y fijan los límites del quehacer de salud. Es por ello que, desde hace décadas que mantiene textos legales y reglamentarios debidamente actualizados.[17] Los sistemas que permiten tener textos legales actualizados han pasado por etapas de trabajo manual —lentos, de gran prolijidad y dedicación— a sistemas computacionales de actualización ejecutados por entes externos (Editorial Jurídica de Chile, Contraloría General de la República, Congreso Nacional, etc.) y también por unidades internas, como lo es la Oficina o Unidad de Referencias Jurídicas de esta División.[17]
- Departamento de Derechos Humanos y Género: fue creado mediante resolución exenta n.º 706 del 25 de agosto de 2020, buscando fortalecer la gestión ministerial desde el enfoque de derechos humanos y perspectiva de género en el ámbito de la salud. Su objetivo es «contribuir a que todas las políticas, programas, documentos y acciones del Ministerio de Salud, integren y desarrollen el enfoque de derechos humanos y perspectiva de género, tanto hacia personas usuarias, como hacia las propias personas que trabajan en salud, permitiendo el libre y legítimo ejercicio de los derechos fundamentales, favoreciendo así la igualdad y equidad, entre mujeres, hombres y personas de la diversidad sexual, promoviendo la implementación efectiva de los derechos en la salud de la población».[18]

### Subsecretarías
- Subsecretaría de Salud Pública: la Subsecretaría de Salud Pública tiene como misión asegurar a todas las personas el derecho a la protección en salud ejerciendo las funciones reguladoras, normativas y fiscalizadoras que al Estado de Chile le competen, para contribuir a la calidad de los bienes públicos y acceso a políticas sanitario-ambientales de manera participativa.
- Subsecretaría de Redes Asistenciales: la Subsecretaría de Redes Asistenciales tiene como misión regular y supervisar el funcionamiento de los servicios de salud. La organización territorial de estos servicios ocurre a través del Sistema Nacional de Servicios de Salud. Al 2020 existen 29 servicios, de los cuales 6 atienden a la Región Metropolitana de Santiago.

### Organismos dependientes

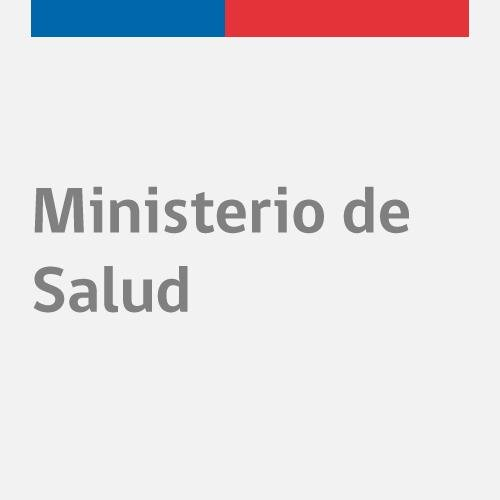
Logotipo de Redes Sociales del Ministerio de Salud.

Actualmente dependen del Ministerio las siguientes instituciones públicas:
- Fondo Nacional de Salud (FONASA): FONASA es un seguro de salud, el cual financia prestaciones de salud a aproximadamente el 75% de la población del país (2018).[19]
- Instituto de Salud Pública (ISP): el ISP es el ente responsable de la regulación de medicamentos (humanos), evaluación de calidad de laboratorios, cosméticos, aparatos médicos, productos biológicos y derivados sanguíneos.
- Central Nacional de Abastecimiento (CENABAST): la CENABAST es el organismo que se preocupa de adquirir y distribuir fármacos, equipamiento y bienes del sistema de salud público.

### Redes sociales
- Ministerio de Salud de Chile en X (antes Twitter)
- Ministerio de Salud de Chile en Facebook
- Ministerio de Salud de Chile en Instagram
- Ministerio de Salud de Chile en Flickr

- Datos: Q4294370
- Multimedia: Ministry of Health (Chile) / Q4294370